# Eupithecia privata
Eupithecia privata är en fjärilsart som beskrevs av Karl Dietze 1910. Eupithecia privata ingår i släktet Eupithecia och familjen mätare. Inga underarter finns listade i Catalogue of Life.